# 가이드라인
가이드라인(guideline)은 정책이나 시책 따위의 지침을 가리킨다. 금융 환경에서는 환은행의 수출입 어음이나 보유한 외화 등 외화 총운용 자산액에 대한 단기외자의 보유고를 결정한 것을 가리키는 단어이다. 유의어로 지침이라고도 하며, 어딘가에 결속되거나 강제되는 것은 아니다.

## 같이 보기
- 보도지침